# Кроссосомоцветные
Кроссосомоцве́тные (лат. Crossosomatáles) — по современной классификации APG IV порядок цветковых растений, насчитывающий 7 семейств, 13 родов и 67 ботанических видов. Порядок включается в дочернюю кладу Мальвиды, последовательно входящую в более крупные клады Розиды -> Суперрозиды -> Эвдикоты -> Цветковые растения. Представители таксона - преимущественно кустарники и деревья, распространённые большей частью в Северном полушарии. Название порядка происходит от названия типового рода — Кроссосома (Crossosoma).

## Классификация
Порядок Crossosomatales в системе классификации Тахтаджяна (1997) выделяется как самостоятельный, но понимается в более узком смысле. Он включает одно семейство (Кроссосомовые) и входит в состав надпорядка Rosanae.
В системе классификации Кронквиста (1981) Кроссосомовые входят в порядок Розоцветные (Rosales), Стахиуровые — в порядок Фиалкоцветные (Violales), а Клекачковые — в порядок Сапиндоцветные (Sapindales).
Согласно Системе APG II порядок Кроссосомоцветные состояло из трёх семейств:
- Crossosomataceae Engl. (1897), nom. cons. — Кроссосомовые. Четыре рода листопадных растений — кустарников или небольших деревьев высотой до 5 м, растущих в США и Мексике.
  - Апахерия (Apacheria). Монотипный род из Аризоны — низкорослый колючий кустарник, растущий в горах Чирикауа.
  - Веласкоа (Velascoa).
  - Глоссопеталон (Glossopetalon). Кустарники с мелкими, часто колючими листьями, растущие в горах на западе и юго-западе США. Синоним: Форзеллезия (Forsellesia).
  - Кроссосома (Crossosoma). Ареал этого рода — юго-запад США и северо-запад Мексики.
- Stachyuraceae J.Agardh (1858), nom. cons. — Стахиуровые. В семействе — единственный род Стахиурус (Stachyurus), растущий в Восточной и Юго-Восточной Азии. Это кустарники или небольшие деревья, внешне похожие на лещину. Наиболее известный вид — Стахиурус ранний (Stachyurus praecox) из Японии, широко культивируемый по всему миру, в том числе и на Черноморском побережье Кавказа.
- Staphyleaceae Martynov (1820), nom. cons. — Клекачковые. В семейство входят три рода кустарников и небольших деревьев.
  - Клекачка, или Стафилея (Staphylea). Род с обширным ареалом: виды стафилеи произрастают и в Евразии, и в Северной Америке.
  - Турпиния (Turpinia). Самый крупный род в семействе. Ареал рода охватывает тропические и субтропические области Азии, Центральной и Южной Америки.
  - Эускафис (Euscaphis). Род из Восточной Азии.

Ранее в это семейство включали также род Таписция (Tapiscia) из Китая и род Уэртея (Huertea) из Вест-Индии, Колумбии и Перу. В Системе APG II эти роды выделены в отдельное семейство Таписциевые (Tapisciaceae), входящее в группу Эурозиды II.
Некоторые исследователи, помимо трёх вышеперечисленных семейств, к кроссосомоцветным относят четыре монотипных семейства, в системе классификации APG II включённые в группу розиды, но не входящие в какой-либо порядок:
- Aphloiaceae — Афлойевые (род Aphloia)
- Geissolomataceae — Гейссоломовые (род Geissoloma)
- Strasburgeriaceae — Страсбургериевые
- Guamatelaceae — Гвамателовые

В современной системе APG IV (2016) в порядок включено 7 семейств:
1. Aphloiaceae — Афлойевые, монотипное с 1 родом Афлойя и 1 видом
2. Crossosomataceae — Кроссосомовые - 4 рода, 8 видов
3. Geissolomataceae — Гейссоломовые, монотипное с 1 родом Гейссолома и 1 видом
4. Guamatelaceae — Гвамателовые, монотипное с 1 родом Гваматела и 1 видом
5. Stachyuraceae — Стахиуровые, монотипное с 1 родом Стахиурус и 1 видом
6. Staphyleaceae  — Клекачковые - 3 рода, 42 вида
7. Strasburgeriaceae — Страсбургериевые - 2 рода, 2 вида

### Таксономическое положение[1]
- Crossosomatales Takht. ex Reveal, 1993, Phytologia 74(3): 174

Порядок Кроссосомоцветные включается в дочернюю кладу Мальвиды, последовательно входящую в более крупные клады Розиды -> Суперрозиды -> Эвдикоты -> Цветковые растения. Кладограмма в соответствии с Системой APG IV:
|  |                          |  |                                   | порядок Кроссосомоцветные |  | 7 семейств |  | 13 родов |  | 67 видов |
|  |                          |  |                                   | порядок Кроссосомоцветные |  | 7 семейств |  | 13 родов |  | 67 видов |
|  | клада Цветковые растения |  |                                   |                           |  |            |  |          |  |          |
|  |                          |  |                                   |                           |  |            |  |          |  |          |
|  |                          |  | ещё 63 порядка цветковых растений |                           |  |            |  |          |  |          |
|  |                          |  |                                   |                           |  |            |  |          |  |          |